# Ludwik Brykner
Ludwik Brykner (ur. 17 maja 1915, zm. 30 kwietnia 2002 w Końskich) – więzień gułagu, kapral podchorąży 4 Batalionu Strzelców Karpackich, uczestnik bitwy o Monte Cassino, działacz Związku Inwalidów Wojennych.

## Życiorys
Ludwik Brykner pochodził z ziemiańskiej rodziny zamieszkałej na Wileńszczyźnie. W kampanii wrześniowej walczył w składzie 23 Pułku Ułanów Grodzieńskich. 20 września 1939 został aresztowany przez NKWD i, jako „element niepewny politycznie”, skazany na osiem lat łagru. Od sierpnia 1940 do września 1941 pracował przy budowie linii kolejowej nad Peczorą. Zwolniony na mocy układu Sikorski-Majski, dotarł w marcu 1942 do Czardżou, gdzie wstąpił w szeregi Armii Andersa.
W Palestynie ukończył szkołę podchorążych 2 Korpusu. Podczas bitwy pod Monte Cassino dowodził drużyną, został ranny 17 maja 1944. Po powrocie do linii, jako dowódca plutonu, wziął udział w walkach o Bolonię. Został odznaczony Krzyżem Walecznych. W kwietniu 1946, po demobilizacji, wyjechał do Wielkiej Brytanii, by przez Liverpool powrócić do Polski 16 lipca owego roku. W Krakowie spotkał się z żoną, która przeżyła zesłanie do Kazachstanu i synem, urodzonym już podczas jego pobytu w sowieckim więzieniu. Z powodu swojej wojennej przeszłości był przesłuchiwany i aresztowany przez Urząd Bezpieczeństwa. Po uwolnieniu pracował w Domu Młodzieży w Krzeszowicach i kopalni wapienia w Czatkowicach.
Po przejściu na emeryturę zamieszkał na stałe w Końskich. Został aktywnym działaczem Związku Inwalidów Wojennych, w 1996 został prezesem miejscowego oddziału. W 2001 jego nazwisko zostało wpisane do Księgi Honorowej Zasłużonych dla Związku Inwalidów Wojennych RP. Był odznaczony między innymi Krzyżem Kawalerskim, Oficerskim i Komandorskim (2000) Orderu Odrodzenia Polski, 1939–1945 Star, Italy Star, Krzyżem Czynu Bojowego PSZ na Zachodzie i Krzyżem Pamiątkowym Monte Cassino.